# Basquetebol da Associação Desportiva Ovarense
A equipa de basquetebol da Associação Desportiva Ovarense (também conhecida como Ovarense Basquetebol ou pela sigla A.D.O.) MMC é um clube profissional português de basquetebol, localizado em Ovar, Aveiro. Disputa os seus jogos na Arena de Ovar, uma infraestrutura desportiva com capacidade para 3 000 adeptos.
Apesar de ter sido originalmente criada como uma secção de basquetebol da Associação Desportiva Ovarense, a Ovarense Basquetebol tornou-se num clube autónomo, em 24 de Abril de 1996.

## Histórico
Foi João Gonçalves quem, na década de 70, deu vida à secção de basquetebol da Associação Desportiva Ovarense. Uma acção meritória que granjeou prestígio e notoriedade para o clube e para a cidade de Ovar. Mas também, o basquetebol enquanto modalidade, deve muito ao pioneirismo e espírito de iniciativa de João Gonçalves, já que dos resultados da Ovarense e da dinâmica criada em toda a região se faz muito da história recente do desporto da "bola ao cesto".
Ao cabo de mais de três décadas, João Gonçalves manteve-se nos corpos directivos do basquetebol vareiro, ele que funcionou como elemento aglutinador de uma cada vez mais vasta equipa de trabalho, pondo todos os dias a sua dedicação, o seu bom senso e a sua disponibilidade ao serviço do Clube. De tal forma que há mesmo quem não hesite ao afirmar que "o basquetebol da Ovarense nasceu com ele e não pode viver sem ele".
O primeiro grande feito do basquetebol vareiro surge na já distante época de 1976/77 quando garante a subida à II divisão. Uma alegria reeditada no ano seguinte quando alcança a promoção à I Divisão onde se mantêm desde 78/79.
Desde então a Ovarense ganhou: 5 Campeonatos Nacionais (87/88, 99/00, 05/06, 06/07 e 07/08), 2 Taças de Portugal (88/89 e 89/90), 3 Taças da Liga (91/92; 96/97 e 00/01), 7 Supertaças (87/88, 89/90, 92/93, 99/00, 00/01, 05/06, 06/07 e 07/08), 3 Torneios dos Campeões (04/05; 06/07 e 07/08) e alguns títulos nos escalões etários da formação.
Maio de 1989 fica assinalado como sendo a data da constituição da Liga de Clubes de Basquetebol, onde a Ovarense surge como fundadora. Uma posição idêntica à desempenhada no seio da União das Ligas Europeias de Basquetebol.
Reconhecendo o trabalho desenvolvido em prol da comunidade e o prestígio que granjeou para a cidade de Ovar, a Câmara Municipal atribui-lhe a medalha de Prata de mérito desportivo em 1987 e a medalha de Ouro de mérito desportivo em 1988. A própria comunidade vareira, por votação feita no jornal local de maior expansão, atribuiu-lhe, em cerimónia recente, o prémio para a Colectividade que mais se distinguiu no âmbito do Associativismo.
Para ultrapassar problemas de vária ordem, em 24 de Abril de 1996 foi constituída a ADO - Basquetebol da Associação Desportiva Ovarense, clube autónomo, com participação maioritária de associados do clube-mãe que detém, por isso mesmo, os destinos desta nova associação. Reconhecendo os bons serviços prestados pelo Basquetebol vareiro, à ADO - Basquetebol foi reconhecida a Utilidade Pública, em 31 de Agosto de 1999.
E para satisfazer imperativos do novo ordenamento jurídico - desportivo, em 18 de Março de 1999, foi constituída uma Sociedade Anónima Desportiva (SAD) com a participação do clube fundador (ADO-Basq.), de várias empresas do concelho e da comunidade de Ovar, sendo de salientar nesta SAD a participação do grupo empresarial AEROSOLES, principal patrocinador da equipa, "sem o qual teria sido quase impossível materializar um projecto de tão grande envergadura".

## Condecorações
- Medalha de Ouro - Mérito Desportivo C.M.Ovar: 1988
- Medalha de Prata - Mérito Desportivo C.M.Ovar: 1987
- Medalha de Mérito Municipal de Ovar (Grau Cobre): 2021[5]

## Palmarés

### Masculinos

#### Seniores
- Taça dos Campeões Europeus / Euroliga: 1988/89 (1/8 Final); 2000/01 (Fase de Grupos); 2002/03 (Ronda de Qualificação)
- Taça Korac / Taça ULEB / Taça Europa: 1991/92 (1/32 Final); 1992/93 (1/32 Final); 1995/96 (1/32 Final); 1996/97 (1/8 Final); 1997/98 (Fase de Grupos); 1999/00 (Fase de Grupos); 2001/02 (Fase de Grupos); 2004/05 (Fase de Grupos); 2007/08 (Frase de Grupos)
- Taça das Taças / Taça Saporta: 1989/90 (Fase de Grupos); 1990/91 (Fase de Grupos); 1994/95 (1/16 Final); 1998/99 (1/16 Final)
- Supertaça da Lusofonia: 2010 (4º Classificado)
- Campeonato Nacional (5): 1987/88, 1988/89 (Final), 1997/98 (Final), 1999/00, 2004/05 (Final), 2005/06[6], 2006/2007[7], 2007/2008, 2008/09 (Final)
- Taça de Portugal (3): 1988/89, 1989/90, 1990/91 (Final), 1992/93 (Final), 1993/94 (Final), 1996/97 (Final), 1998/99 (Final), 1999/00 (Final), 2000/01 (Final), 2003/2004 (Final), 2004/05 (Final), 2008/09[8], 2009/2010 (Final)
- Taça da Liga (3): 1990/91 (Final), 1991/92, 1992/93 (Final), 1996/97, 2000/01, 2005/2006 (Final), 2007/08 (Final), 2009/2010 (Final)
- Supertaça de Portugal (8): 1988, 1989 (Final), 1990, 1993, 1994 (Final), 1997 (Final), 1999 (Final), 2000, 2001, 2004 (Final), 2005 (Final), 2006[9], 2007, 2008[10]
- Torneio dos Campeões (3): 2004/05, 2005/06 (Final), 2006/07, 2007/08
- Liga de Verão (1): 2006
- Troféu António Pratas (2): 2008, 2010 (Final), 2013[11]

#### Juvenis / Cadetes
- Campeonato Nacional (2): 1986/87, 1991/92

#### Iniciados
- Campeonato Nacional (1): 1986/87

### Femininos

#### Cadetes
- Campeonato Nacional (1): 2008/09

## Curiosidades
- AD Ovarense é, em termos de palmarés ou currículo, o maior clube do Distrito de Aveiro e o 4º maior clube de Portugal[12]; (ver: Ranking Português de Títulos no Basquetebol)
- AD Ovarense é dos clubes portugueses com maior número praticantes de Basquetebol nas camadas jovens de formação
- AD Ovarense é o único clube em Portugal que, uma vez atingida a primeira divisão nacional, nunca de lá saiu.

## Histórico de épocas
| Época   | Nível | Liga | TR | Res.  | PO  | Resultado         |
| ------- | ----- | ---- | -- | ----- | --- | ----------------- |
| 2009-10 | 1     | LPB  | 2  | 17-5  | 3-3 | Semifinalista     |
| 2010-11 | 1     | LPB  | 7  | 10-12 | 0-3 | Quartas de finais |
| 2011-12 | 1     | LPB  | 3  | 17-5  | 0-3 | Quartas de finais |
| 2012-13 | 1     | LPB  | 4  | 13-7  | 3-5 | Semifinais        |
| 2013-14 | 1     | LPB  | 7  | 9-11  | 1-3 | Quartas de finais |
| 2014-15 | 1     | LPB  | 4  | 12-10 | 0-3 | Quartas de finais |
| 2015-16 | 1     | LPB  | 3  | 10-10 | 3-4 | Semifinais        |
| 2016-17 | 1     | LPB  | 8  | 18-13 | 0-3 | Quartas de finais |
| 2017-18 | 1     | LPB  | 9  | 16-16 |     |                   |
| 2018–19 | 1     | LPB  | 4  | 15-17 | 3-3 | Semifinais        |
| 2019–20 | 1     | LPB  | 9  | 9-13  |     |                   |
| 2020–21 | 1     | LPB  | 9  | 9-17  |     |                   |
| 2021–22 | 1     | LPB  | 9  | 8-14  |     |                   |
| 2022–23 | 1     | LPB  | 5  | 14-18 | 2-4 | Semifinais        |

fonte:fpb.pt

## Artigos relacionados
- Associação Desportiva Ovarense
- Liga Portuguesa de Basquetebol
- Proliga
- Seleção Portuguesa de Basquetebol Masculino